# 大塚惟明
大塚 惟明（おおつか これあき、1864年5月7日（元治元年4月2日） - 1928年（昭和3年）12月28日）は、日本の実業家、政治家。南海電気鉄道株式会社元社長、讃岐電気軌道株式会社元取締役、大阪電球株式会社元取締役、阪神土地建物株式会社元取締役、元大阪市議。斬新な旅客サービスと電化推進で日本初の純民間鉄道を育てた。

## 人物・経歴
1864年5月7日（元治元年4月2日）、肥後国（熊本県）の士族、大塚磨の長男として生まれる。父・大塚磨は、大阪に出て大阪商船社長、山陽鉄道取締役を務めた人物。惟明は北里柴三郎とは同郷で従兄弟関係にある。
1878年（明治11年）14歳で上京し東京府立第一中学校から大学予備門に進むが、キリスト教の影響を受け、大阪の英和学舎（立教大学の前身の一つ）、立教学校（立教大学の前身の一つ）、東京三一神学校（現・聖公会神学院）で学ぶ。牧師となり、大阪聖ヨハネ教会に勤務。
1889年（明治22年）8月に熊野川（十津川）流域で起きた紀和大水災に際して、大阪基督教青年会（大阪YMCA）は組織を挙げて救援活動を行ったが、大塚も救援活動に尽力した。
のちに父の志に従って実業家に転向し、1892年（明治25年）山陽鉄道に入り、重役を務める。同年には、東京三一神学校の同窓生である宮崎敬介（後の大阪電灯社長、大阪土地建物社長、元大阪市議）の米国留学に際して、同窓の早川喜四郎（後の平安女学院院長）とともに同行した。

その後、讃岐鉄道運輸主任・総支配人も務め、1895年（明治28年）南海鉄道専務、1910年（明治43年）社長に就任。1915年（大正4年）片岡直輝に職を譲り阪堺軌道との合併に奔走、鉄道事業に敏腕を振るった。大阪電球株式会社元取締役、千日土地建物取締役、大阪市議も務めた。
1912年（明治45年）の大火で、荒廃した大阪ミナミの再開発にも尽力し、これらの功績から大阪船場にある「大阪企業家ミュージアム」に殿堂入りしている。大塚は千日前の復興について山川吉太郎（後の帝国キネマ創業者、大阪映画界のパイオニア）にも声をかけ、山川は娯楽の殿堂とも呼ばれた「楽天地」の建設に関わり、ミナミは劇場・演芸場・映画館など娯楽とレジャーを中心に発展を遂げていった。
斬新な旅客サービスの展開と電化推進

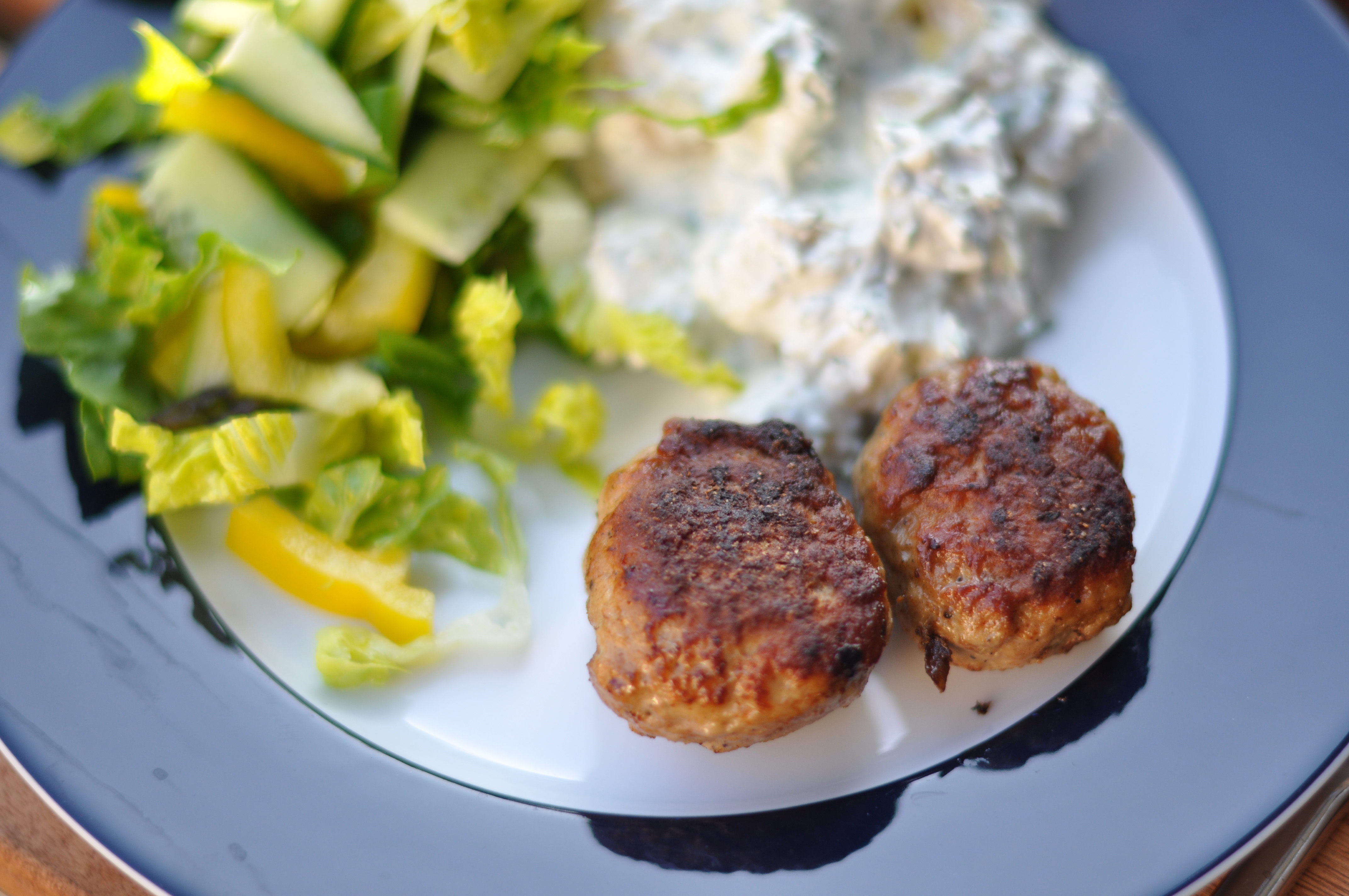
フリカデレとサラダ

山陽鉄道・讃岐鉄道では、斬新なサービスを展開し「旅客吸収策の天才」と呼ばれた。讃岐鉄道は経営危機に陥っていたが、同社の筆頭株主でもあった父の要請で同社に移り、再生の陣頭指揮を取り、見事に復活させた。その一環として、食堂車・車内販売、団体旅行誘致、直営ホテル経営、観光誘致など、鉄道業界では嚆矢となる幾多の斬新なサービスを展開したアイデアマンであった。食堂車・車内販売では、日本初の女性乗務員「女ボーイ」を導入し、元祖ハンバーグ「フリカデレ」を提供した。このフリカデレは、1902年（明治35年）12月の食堂車・御品書きに記載されており、これは一般民にハンバーグ料理を提供していたという貴重な日本最古の資料となっている。当時、最先端の洋食と日本初の女性乗務員による讃岐鉄道のサービスは全国的話題となった。この時代にドイツ生まれのハンバーグ料理があったこと自体貴重だが、これは讃岐鐡道がドイツ製の車両を採用していたことと関係があると考えられる。
その後、大塚は南海鉄道に招かれ、中長距離蒸気鉄道の電化と競合路線の併合により輸送力を強化するとともに、これまでの経験を活かして鉄道輸送に限定した事業方針を改め、新規事業に乗り出すなどの多角化を進め、日本初の純民間鉄道を育て上げた。